# Референдумы в Швейцарии (1954)
Референдумы в Швейцарии проходили 20 июня, 24 октября и 5 декабря 1954 года. В июне прошли референдумы по федеральной резолюции о концессиях обувщикам, седельщикам, парикмахерам и столярам и по федеральной резолюции о помощи живущим за границей гражданам Швейцарии, пострадавшим во время войны. Обе резолюции были отклонены.. В октябре прошёл референдум по федеральной резолюции о финансовом порядке на 1955—1958 годы. Он был одобрен 70% голосов. В декабре проходил референдум, по гражданской инициативе о «защите Шаффхаузена и концессии Райнау». Инициатива касалась отклонения германо-швейцарскиого плана по превращению Рейна вплоть до Райнау в судоходную артерию, что предполагало определённые работы на реке, включая возведение плотины у Райнау. Инициатива была отвергнута 69% голосов.

## Результаты

### Июнь: Концессии некоторым производствам
| Выбор                                | Голосов   | %    |
| ------------------------------------ | --------- | ---- |
| За                                   | 187 729   | 33,1 |
| Против                               | 380 213   | 66,9 |
| Пустых бюллетеней                    | 19 483    | –    |
| Недействительных бюллетеней          | 1 407     | –    |
| Всего                                | 588 832   | 100  |
| Зарегистрированных избирателей/ Явка | 1 437 972 | 40,9 |
| Источник: Nohlen & Stöver            |           |      |

### Июнь: Помощь пострадавшим в войне
| Выбор                                | Голосов   | %    |
| ------------------------------------ | --------- | ---- |
| За                                   | 243 311   | 44,0 |
| Против                               | 309 083   | 56,0 |
| Пустых бюллетеней                    | 31 196    | –    |
| Недействительных бюллетеней          | 1 048     | –    |
| Всего                                | 584 638   | 100  |
| Зарегистрированных избирателей/ Явка | 1 437 972 | 40,7 |
| Источник: Nohlen & Stöver            |           |      |

### Октябрь:  Финансовый порядок
| Выбор                                | Общее голосование | Общее голосование | Кантоны | Кантоны | Кантоны |
| Выбор                                | Голосов           | %                 | Полных  | Полу-   | Всего   |
| ------------------------------------ | ----------------- | ----------------- | ------- | ------- | ------- |
| За                                   | 457 527           | 70,0              | 18      | 6       | 21      |
| Против                               | 196 188           | 30,0              | 1       | 0       | 1       |
| Пустых бюллетеней                    | 19 331            | –                 | –       | –       | –       |
| Недействительных бюллетеней          | 1 096             | –                 | –       | –       | –       |
| Всего                                | 674 142           | 100               | 19      | 6       | 22      |
| Зарегистрированных избирателей/ Явка | 1 441 310         | 46,8              | –       | –       | –       |
| Источник: Nohlen & Stöver            |                   |                   |         |         |         |

### Декабрь: Инициатива по Райнау
| Выбор                                | Общее голосование | Общее голосование | Кантоны | Кантоны | Кантоны |
| Выбор                                | Голосов           | %                 | Полных  | Полу-   | Всего   |
| ------------------------------------ | ----------------- | ----------------- | ------- | ------- | ------- |
| За                                   | 229 114           | 31,2              | 1       | 0       | 1       |
| Против                               | 504 330           | 68,8              | 18      | 6       | 21      |
| Пустых бюллетеней                    | 13 995            | –                 | –       | –       | –       |
| Недействительных бюллетеней          | 1 000             | –                 | –       | –       | –       |
| Всего                                | 748 439           | 100               | 19      | 6       | 22      |
| Зарегистрированных избирателей/ Явка | 1 442 668         | 51,9              | –       | –       | –       |
| Источник: Nohlen & Stöver            |                   |                   |         |         |         |